# دوباره هجده سالگی
دوباره هجده سالگی (کره‌ای: 18 어게인; لاتین‌نویسی اصلاح‌شده: 18 Eogein) یک مجموعه تلویزیونی کره جنوبی است که بر اساس فیلم ۲۰۰۹ دوباره ۱۷ توسط جیسون فیلاردی در سال ۲۰۰۹ ساخته شده‌است. این سریال بازسازی شده با بازی بازیگرانی همچون کیم‌ها نول، یون سانگ هیون و لی دو هیون است که از ۲۱ سپتامبر تا ۱۰ نوامبر ۲۰۲۰ هر دوشنبه و سه شنبه ساعت ۲۱:۳۵ (کی‌اس‌تی) از جی‌تی‌بی‌سی پخش شد. این مجموعه در نتفلیکس، آی‌چی‌یی و ویو با زیرنویس چند زبانه در دسترس است.

## خلاصه داستان
جونگ دا جونگ (کیم‌ها نول) چندین سال است که با هونگ ده یونگ (یون سانگ هیون) ازدواج کرده‌است و دو فرزند ۱۸ ساله دارند، اگرچه که مدت زیادی از ازدواجشان می‌گذرد و جونگ دا جونگ، با قلبی گرم برای زندگی اش تلاش می‌کند اما بحث و دعواهای میان خود و همسرش تمامی ندارد، طاقت جونگ دا جونگ وقتی تمام می‌شود که هونگ ده یونگ از کارش اخراج و پلیس به دنبال او میوفتد، پس دادخواست طلاق می‌دهد تا از او جدا شود، از طرفی هونگ ده یونگ که خود را یک فرد میانسال ناامید می‌بیند و از کارهای خود پشیمان است، طی اتفاقی ورق برمیگردد و به یکباره جسم خود را در کالبد ۱۸ سالگی اش (لی دو هیون) می‌بیند درحالی که روحش همچنان سن فعلی اش را دارد تا اینکه...

## بازیگران

### اصلی
- یون سانگ هیون در نقش هونگ ده یونگ
  - (او همتای نمایشی مایک اودونل ۳۷ ساله (متیو پری) در فیلم اصلی است)
- لی دو هیون در نقش هونگ ده یونگ / گو وو یونگ ۱۸ ساله
  - (او همتای نمایشی مایک اودونل ۳۷ ساله در فیلم اصلی مارک گلد (زک افران) است)
- کیم‌ها نول در نقش جونگ دا جونگ
  - (او همتای درام اسکارلت اودونل ۳۷ ساله (لزلی من) در فیلم اصلی است)
- هان سو یون در نقش دا جونگ ۱۸ ساله[۴]
  - (او همتای درام اسکارلت اودونل ۱۷ ساله (الیسون میلر) در فیلم اصلی است)
- وی ها جون در نقش یه جی هون